# Die Geschichte von dem denkwürdigen Leben des John Sheppard
Die Geschichte von dem denkwürdigen Leben des John Sheppard  (Originaltitel: History of the remarkable life of John Sheppard) ist eine 1724 erschienene Verbrecher-Biografie von Daniel Defoe, die teilweise auch einem Autorenkollektiv mit Beteiligung Defoes zugeschrieben wird. Die erste Übersetzung ins Deutsche erfolgte durch Gertrud Baruch und wurde 1968 im Carl Hanser Verlag veröffentlicht.

## Kurzbeschreibung
Defoes Geschichte von dem denkwürdigen Leben des John Sheppard stellt die zahlreichen Raubzüge und geglückten Fluchtversuche des Londoner Einbrechers und Ausbrecherkönigs Jack „John“ Sheppard dar.

## Inhalt
Der 1702 geborene Sheppard stammt aus einer Tischlerfamilie, verliert früh seinen Vater und wird von seiner Mutter bei einem seiner späteren Opfer in die Tischlerlehre gegeben. Noch bevor Sheppard „das sechste Lehrjahr beendet hatte, machte er eine verhängnisvolle Bekanntschaft: er begegnete einer gewissen Elizabeth Lyon, auch die Edgworth Bess genannt […]. Damit begann sein Weg ins Verderben“. Der angebliche Einfluss der „liederlichen Prostituierten“ Edgworth Bess macht Sheppard pflichtvergessen und streitlustig. Als Edgworth Bess wegen Diebstahls in die Polizeiwache von St. Giles eingesperrt wird, überfällt Sheppard das Küster-Ehepaar, entwindet ihm den Schlüssel und befreit Edgworth Bess; sein eigener erster Diebstahl folgt im Juli 1723. „Sheppard widmete sich jetzt ganz seinen üblen Geschäften in London und verübte Diebstähle, wo immer es ihm beliebte“, wird vom Kriminellen James Sykes verraten, in St. Giles inhaftiert, doch „noch bevor zwei Stunden vergangen waren, hatte er, nur mit Hilfe eines Rasiermessers und der Querleiste eines Stuhls, ein Loch ins Dach gebohrt, ein Bettuch und eine Decke zusammengeknüpft, sich in den Friedhof hinuntergelassen und aus dem Staub gemacht.“ Er wird erneut festgenommen, erst im Clerkenwell New Prison (Islington), dann in Newgate gefangen gehalten, in Newgate zusammen mit seiner Geliebten Edgworth Bess. Besucher schmuggeln die für einen Ausbruch nötigen Werkzeuge hinein. Sheppard feilt Ketten durch, entfernt einen Eisenstab vom Fenster und einen Eichenbalken aus der Mauer und lässt sich zusammen mit seiner Geliebten an einem Betttuch, einer Decke, Bess‘ Kleid und Bess‘ Unterrock 25 Fuß hinab in den Gefängnishof, packt dort „seine Dirne auf den Rücken“ und übersteigt die Gefängnismauer nach außen.
Nachdem sich eines von Sheppards Opfern an den berühmten Jonathan Wild gewandt hat, macht Wild Edgworth Bess in einem Schnapsladen dingfest, die verängstigte Bess verrät Sheppards Aufenthaltsort und Sheppard wird erneut erst im Clerkenwell New Prison, dann in Newgate inhaftiert. In jenem Fall, in dem Jonathan Wild ermittelte, wird Sheppard für schuldig befunden und zum Tod am Strang verurteilt. Wieder gelingt es Bekannten, die für einen weiteren Ausbruch nötigen Werkzeuge ins Gefängnis zu schmuggeln, wieder entkommt Sheppard. Sheppard sucht im heimischen Spitalfields Zuflucht, speist öffentlich in einer Schenke: „Die ganze Nachbarschaft war in Aufruhr, aber aus Angst vor Pistolen und dergleichen wagte sich niemand an Sheppard heran.“ Letztlich aber wird Sheppard wieder festgenommen: „Die Freude, die dieses Ereignis beim Personal von Newgate auslöste, war unbeschreiblich. In der Wachstube wurde ein Te Deum gesungen, und viele Tage lang sah man dort nichts als lachende Gesichter und volle Gläser. Nur Jonathan Wild, der bedauerlicherweise einer falschen Spur gefolgt war […], ging seines Anteils am Ruhm verlustig. Sheppards Ausbruch und unerwartet rasche Wiederverhaftung erregten solches Aufsehen in der Stadt, daß man beinahe den Eindruck hatte, als seien die Leute darüber verrückt geworden“: Man schließt Wetten auf den nächsten Ausbruch ab und bewacht den Galgen, „weil die Leute fürchteten, man würde ihn heimlich hängen.“ Tatsächlich bereitet Sheppard seinen nächsten Ausbruch vor: Mal findet man eine Feile in einer Bibel versteckt, mal zwei Feilen im Rohrgeflecht eines Stuhls. Sheppard wird daher in eine vermeintlich  besonders sichere Zelle im oberen, mittigen Teil des Gefängnisses verlegt, gekettet „an zwei starke Eisenhaken, die im Fußboden eingelassen waren“. Nachdem man Sheppard bei einem weiteren Fluchtversuch ertappt hat, demonstriert er dem Gefängnispersonal, wie er mit einem herumliegenden Nagel seine Fußketten entfernte, woraufhin er zusätzlich in Handschellen gelegt wird. Das hindert ihn bei der nächsten Flucht nicht, erst seine Fußketten zu drehen, bis sie brechen, mit einem durch den Bruch freiwerdenden Nagel weitere Fesseln zu lösen, mit einem Eisengitterstab aus dem Kamin die Wand zu einer Nachbarzelle einzuschlagen und von dort aus mehrere hintereinander gelagerte Türen zu durchbrechen. „Dann hatte er von der Gittertür zur Kapelle eine Eisenspitze abgebrochen, sie in die Außenmauer getrieben, seine Decke daran befestigt“ und sich auf das Dach einer Drechselei außerhalb Newgates herabgelassen, war dort eingedrungen und durch die Haustür auf die Straße gelangt. In einem in Ich-Form verfassten fingierten oder tatsächlichen Brief Sheppards heißt es: „Ganz zufällig stieß ich […] auf eine Bäckerkarren, und da ich mehr konnte, als Brot essen, und der Mann zum Glück kein harter Kanten war, rollte ich bald aus der Stadt hinaus.“ Den zur Zeit der Veröffentlichung aktuellen Status Sheppards gibt Defoe bereits in seiner Vorrede wieder: „Wieder einmal geht er seinem verruchten Handwerk nach. Die Vergeltung ist ihm unablässig auf den Fersen.“

## Textanalyse
Die Geschichte von dem denkwürdigen Leben des John Sheppard ist eine Mischung aus auktorial erzählter Biografie und in Ich-Form verfasstem fingierten oder tatsächlichen Sheppard-Brief, dessen Authentizität unklar bleibt, da Sheppard in der Titelei des Textes nicht ausdrücklich als Originalquelle genannt wird. Themen der Geschichte sind neben den Verbrechen Sheppards vor allem dessen erstaunliche Entfesselungs- und Fluchtkünste. Orte der Handlung sind London und Umgebung. Die erzählte Zeit erstreckt sich von der Geburt Sheppards 1702 bis zum Oktober 1724.
Stilistisch liest sich Defoes Kriminellen-Vita Sheppards wie ein Roman und gehört neben Defoes Jonathan Wild zu den „romanhaft-spannenden und psychologisch merkwürdigen Biographien“ Defoes.

### Figuren
Haupt- und Titelfigur
- John Sheppard: Defoe schildert den „schlüpfrigen Aal“[23] stellenweise bewundernd, beispielsweise wenn er bekundet, Sheppards Verfolger hätten es „mit einem Wesen zu tun, das etwas mehr als ein Mensch war, mit einer Art Proteus von übernatürlicher Kraft. Worte können ihn nicht beschreiben; seine Taten und Fähigkeiten charakterisieren ihn.“[24] Bei der Schilderung jener Fähigkeiten und Eigenschaften dominiert neben Sheppards Entfesselungskünsten Sheppards Humor: Er sei selten ernst,[14] empfange die „mehr oder weniger prominenten Leute, denen man erlaubte, ihn zu besuchen“ mit „einem Scherz oder einer Neckerei“[14] oder einer „heiteren Stichelei“.[24] Den ihn in Newgate besuchenden Lord Mayor empfängt Sheppard beispielsweise mit einem Wortspiel auf seinen Namen und das Wort shepherd (dt.: Schäfer): „Sir, ich bin der Sheppard, und alle Gefängniswärter dieser Stadt sind meine Schafe. Ich kann keinen Schritt ins Land hinaus tun, ohne daß sie hinter mir herlaufen und blöken.“[14] Mit Respektlosigkeiten begegnet Sheppard aber nicht nur der weltlichen, sondern auch der geistlichen Obrigkeit. Beispielsweise antwortet er einem geistlichen Besucher mal durch eine „ironische Retourkutsche“,[25] mal gibt er als Motto aus „Eine Feile wiegt alle Bibeln der Welt auf!“[25] oder benimmt sich während des Gottesdienstes „launig und heiter. In der Kapelle stimmte er anscheinend ehrfürchtig in die Responsorien ein, begann jedoch bei der Predigt zu lachen und Gesichter zu schneiden, sobald der Pfarrer oder das, was er sagte, sein Mißfallen erregte.“[25]

Nebenfiguren (Auswahl)
- Elizabeth Lyon, genannt Edgworth Bess: „Sie war angeblich mit einem Fußsoldaten verheiratet und führte ein verruchtes Leben.“[2] Für Sheppard ist Bess in brenzligen Situationen ein Hemmschuh: Bei der ersten Flucht aus Newgate bereitet es Schwierigkeiten, dass sie korpulenter ist als Sheppard,[5] bei der zweiten Flucht tut sie nicht genau das, „was seinem Plan genützt hätte“, und da sie ihn außerdem bei Jonathan Wild belastet hat, macht Sheppard letztlich eine belastende Aussage gegen sie.[11]
- James Sykes: Dieser zeitweilige Kumpan Sheppards ist einer „der übelsten Schurken dieser Stadt“,[3] der sich „gelegentlich als Sänftenträger, gelegentlich auch als Laufbursche betätigte“.[4] Sykes sorgt als Zeuge dafür, dass Sheppards Taten erstmals aktenkundig werden.
- Mr. Wood: In diesem Lehrherrn findet Sheppard eines seiner Opfer, aber zuvor auch „einen guten, umsichtigen Patron“.[3]

## Nachwirkung
Defoe veröffentlichte noch im gleichen Jahr „gerade noch zur rechten Zeit für Sheppards Hinrichtung“ eine in Ich-Form verfasste „Galgenrede“ Sheppards mit dem Titel Ein Bericht über alle die Raubzüge, erfolgreichen Ausbruchsversuche &c. des John Sheppard (Originaltitel: A narrative of all the robberies, escapes &c. of John Sheppard). „Der Absatz der kleinen Broschüre übertraf noch bei weitem den Erfolg des ‚Robinson Crusoe‘“. Die Verfasserschaft einer dritten, in Moritaten-Versen abgefassten Schrift „ist zweifelhaft“.
Darüber hinaus prägte Defoes Text das allgemeine Sheppard-Bild, das sich unter anderem in der Figur des Macheath in John Gays The Beggar’s Opera (1728) niederschlug und somit in der Dreigroschenoper (1928) von Bertolt Brecht und Kurt Weill.

## Deutschsprachige Textausgaben
- Die Geschichte von dem denkwürdigen Leben des John Sheppard. In: Die Geschichte von dem denkwürdigen Leben des John Sheppard. Zum ersten Mal aus dem Englischen übersetzt von Gertrud Baruch. Hanser, München 1968. S. 5–48.
- Die Geschichte von dem denkwürdigen Leben des John Sheppard. In: Moll Flanders, Colonel Jacques, Roxana, John Sheppard, Jonathan Wild (= Romane. Band 2.) Übersetzung: Gertrud Baruch. Hanser, München 1968. S. 803–831.

## Sekundärliteratur (Auswahl)
- Leah Orr: Crime and punishment. John Sheppard and A General History of the Pyrates. In: Leah Orr: Did the novel rise? Fiction and print culture in England 1690-1730. (Doktorarbeit.) Pennsylvania State University College of the Liberal Arts, University Park PA 2013. S. 308–312. pdf
- Aaron Skirboll: The thief-taker hangings. How Daniel Defoe, Jonathan Wild, and Jack Sheppard captivated London and created the celebrity criminal. Lyons Press, Guilford CT 2014. ISBN 978-0-7627-9148-4.
- Klára Škrobánková: Clapping to a criminal. The Jack Sheppard craze of the 1720s. In: Theory and Practice in English Studies. Jg. 10, 2021, Nr. 1. ISSN 1805-0859, S. 63–77. pdf